# 准岩浆型火山喷发

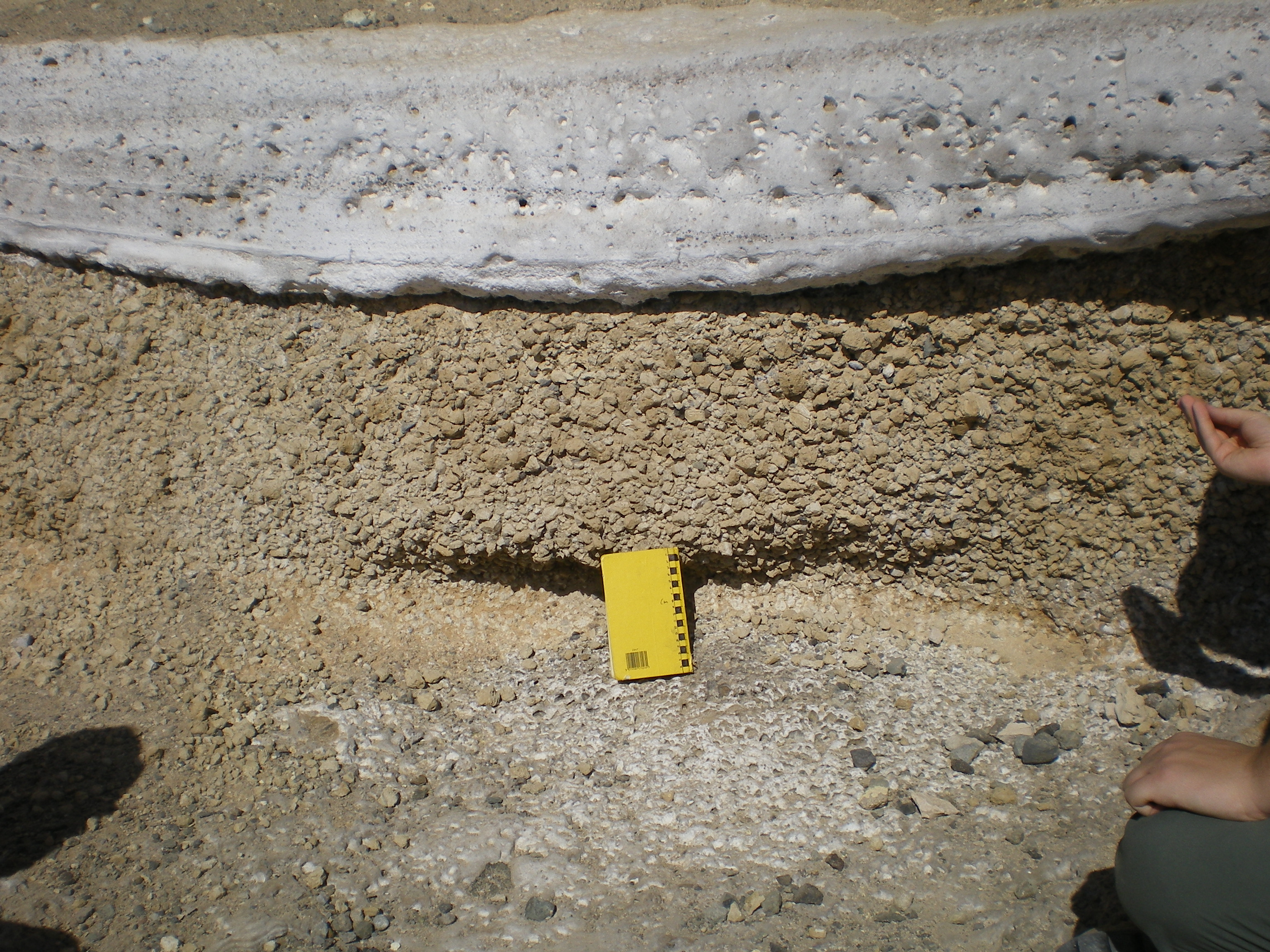
熱岩漿成因的火山灰沉積物，上覆火山礫火山岩漿成因的火山灰沉積物.

蒸氣岩漿火山喷发（英語：phreatomagmatic eruption）
是介於岩漿噴發與和潜水蒸气噴發之間的火山喷发。因爲岩漿與水相互作用而引起的火山噴發。與普通純岩漿噴發不同，因爲它噴發物含水氣。又和潜水蒸气噴發不同，因爲它噴發物含岩漿碎屑。 一般大型火山噴發通常具有岩漿噴發與和潜水蒸气噴發的成分。

## 成因
關於火山灰的形成有幾種爭論。最普遍的認知是粒子在與水接觸後快速冷卻下而發生爆炸性的收縮。水可來由大海，例如 Surtsey。水也可來湖泊或火山口湖中，例如Santorini,島。Minoan火山噴發的水是湖泊和後期海洋水
。在Tenerife島上的許多火山錐都被認為是准岩浆型火山喷发， 而水的來源是地下水。
另一個爭論是根據燃料-冷卻劑反應，如同核反應堆模式。根據這一理論，燃料（岩漿）在與冷卻劑（海洋、湖泊或含水層）接觸時會碎裂。應力波的傳播和熱收縮會擴大裂縫並增加作用表面積，從而導致爆炸性的快速冷卻速度。這兩種機制非常相似，事實上很可能是兩者的結合。